# PhpGroupWare
phpGroupWare est un collecticiel libre développé dans le cadre du projet GNU et distribué selon les termes de la licence publique générale GNU. Le logiciel de groupe de travail repose sur plusieurs briques d'applications Web écrites en PHP dans le but de faciliter le travail en groupe, son organisation et sa communication.

## Description technique
Une cinquantaine de modules peuvent fournir à peu près autant de services, par exemple :
- webmail (courrier électronique)
- messagerie interne
- carnet d'adresses
- agenda
- gestion de projet
- base de connaissance
- discussion en direct

## Communauté
Une partie de la communauté s'est séparée du projet pour lancer le projet eGroupWare.